# SMS Scharnhorst
O SMS Scharnhorst foi um cruzador blindado operado pela Marinha Imperial Alemã e a primeira embarcação da Classe Scharnhorst, seguido pelo SMS Gneisenau. Sua construção começou em março de 1905 nos estaleiros da Blohm & Voss e foi lançado ao mar em março de 1906, sendo comissionado em outubro do ano seguinte. Era armado com uma bateria principal composta por oito canhões de 210 milímetros montados em torres de artilharia duplas e casamatas, tinha um deslocamento carregado de quase treze mil toneladas e alcançava uma velocidade máxima de 22 nós.
O Scharnhorst brevemente serviu na Alemanha como parte da Frota de Alto-Mar, porém passou a maior parte desse tempo realizando testes marítimos. Foi transferido para a China em 1909 com o objetivo de integrar a Esquadra da Ásia Oriental, substituindo o SMS Fürst Bismarck como a capitânia da formação, com o vice-almirante Maximilian von Spee assumindo o comando da esquadra em 1912. Ele manteve esta posição pelo resto de sua carreira. Pelos cinco anos seguintes a embarcação teve um serviço tranquilo que envolveu principalmente viagens para portos estrangeiros.
A Primeira Guerra Mundial começou em agosto de 1914 e a Esquadra da Ásia Oriental atravessou o Oceano Pacífico até o litoral da América do Sul, derrotando uma esquadra britânica no início de novembro na Batalha de Coronel. Esta derrota fez o Almirantado Britânico destacar dois cruzadores de batalha para caçar e destruir a Esquadra do Sudeste Asiático, o que foi realizado no começo do mês seguinte durante a Batalha das Malvinas. Nesta, o Scharnhorst foi afundado depois de ser alvejado várias vezes pelo HMS Invincible e HMS Inflexible. Todos os tripulantes morreram no naufrágio.

## Características

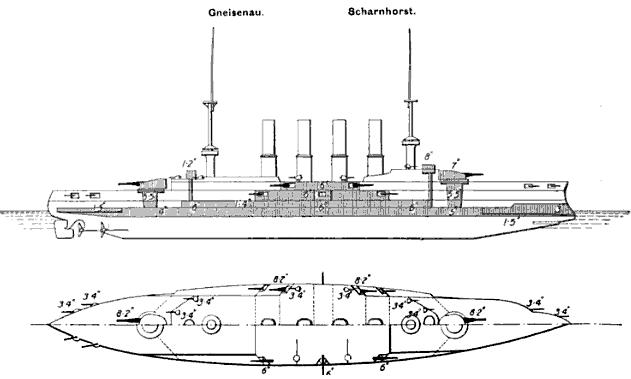
Desenho da Classe Scharnhorst

Os cruzadores blindados da Classe Scharnhorst foram encomendados como parte de um programa de construção estabelecido pela Segunda Lei Naval de 1900, que previa uma força de catorze cruzadores blindados. Eles marcaram um grande aumento de poder de combate em relação à predecessora Classe Roon, sendo mais bem armados e protegidos. Estes melhoramentos permitiam que lutassem na linha de batalha caso fosse necessário, uma capacidade pedida pelo Departamento Geral da Marinha Imperial Alemã.
O Scharnhorst tinha 144,6 metros de comprimento de fora a fora, boca de 21,6 metros e calado de 8,37 metros. Seu deslocamento normal era de 11 616 toneladas e o deslocamento carregado de 12 985 toneladas. Seu sistema de propulsão tinha dezoito caldeiras de tubos d'água que alimentavam três motores de tripla-expansão. Tinha uma potência indicada de 26 mil cavalos-vapor (19,1 mil quilowatts) para uma velocidade máxima de 22,5 nós (42 quilômetros por hora). Tinha uma autonomia de 4,8 mil milhas náuticas (8,9 mil quilômetros) a catorze nós (26 quilômetros por hora). Sua tripulação consistia em 52 oficiais e 788 marinheiros; destes, catorze oficiais e 62 marinheiros eram membros do estado-maior do comandante da esquadra e eram um a mais em relação à tripulação padrão.
O armamento principal era formada por oito canhões calibre 40 de 210 milímetros, quatro montados em duas torres de artilharia duplas, uma à vante e outra à ré da superestrutura na linha central, enquanto os outros quatro ficavam em casamatas únicas. O armamento secundário incluía seis canhões calibre 40 de 149 milímetros, também em casamatas individuais que ficavam localizadas um convés abaixo das casamatas da bateria principal. A bateria contra barcos torpedeiros tinha dezoito canhões calibre 35 de 88 milímetros montados em casamatas. Também foi equipado com quatro tubos de torpedo submersos de 450 milímetros: um na proa, um em cada lateral e o último na popa.
O cinturão principal era feito de aço Krupp e tinha 150 milímetros de espessura na cidadela blindada, reduzindo-se para oitenta milímetros à vante e ré. Tinha um convés blindado de 35 a sessenta milímetros, com a blindagem mais espessa protegendo as salas de máquinas e depósitos de munição. As torres de artilharia tinham laterais de 170 milímetros, enquanto as casamatas da bateria principal tinham 150 milímetros. As casamatas da bateria secundária eram protegidas por uma camada de 130 milímetros.

## Carreira

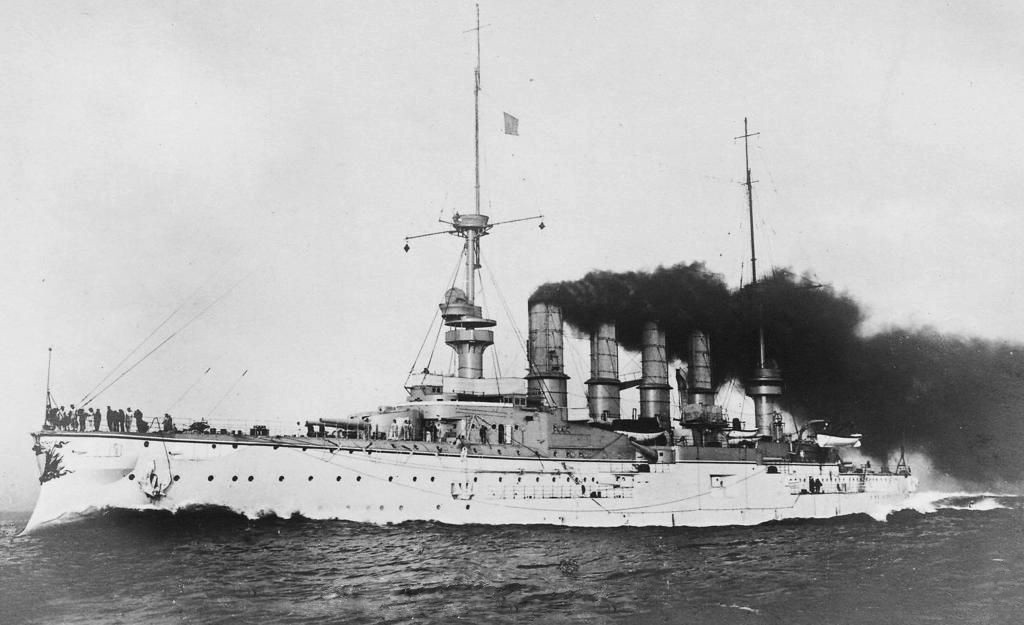
O Scharnhorst c. 1908, provavelmente durante seus testes marítimos

O Scharnhorst foi nomeado em homenagem ao tenente-general Gerhard von Scharnhorst, um militar prussiano das Guerras Napoleônicas. Seu batimento de quilha ocorreu em 22 de março de 1905 nos estaleiros da Blohm & Voss em Hamburgo, recebendo o número de construção 175. Foi lançado ao mar em 23 de março de 1906, sendo batizado pelo general-marechal de campo Gottlieb von Haeseler. Foi comissionado na frota um ano e meio depois em 24 de outubro de 1907. Iniciou seus testes marítimos com testes de velocidade que excederam sua velocidade máxima de projeto em um nó, alcançando 23,5 nós (43,5 quilômetros por hora).
Seus testes foram interrompidos entre 6 a 11 de novembro por uma viagem a Flessingue nos Países Baixos e Portsmouth no Reino Unido na companhia do cruzador rápido SMS Königsberg e do iate SMY Hohenzollern, com o imperador Guilherme II a bordo deste último. O Scharnhorst encalhou próximo do Farol Bülk em 14 de janeiro de 1908 e sofreu sérios danos na parte submersa do casco. Seus reparos ocorreram na Blohm & Voss e duraram até 22 de fevereiro. Em seguida retomou seus testes marítimos, que continuaram até o final de abril. Substituiu o cruzador blindado SMS Yorck como a capitânia das forças de reconhecimento da Frota de Alto-Mar em 1º de maio, estando sob o comando do contra-almirante August von Heeringen. Pelo restante do ano participou da rotina normal de exercícios de treinamento e manobras de frota.

### Esquadra da Ásia Oriental

#### Primeiros anos

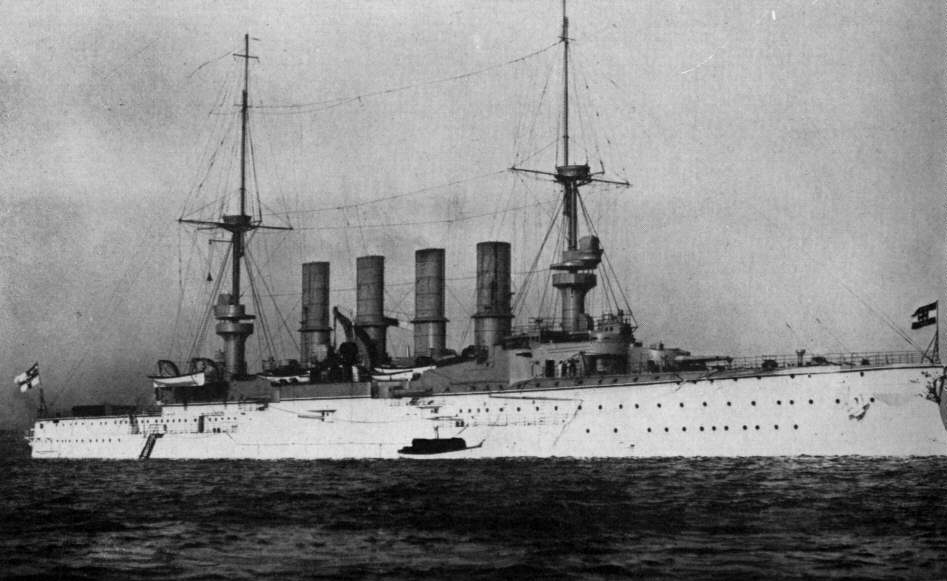
O Scharnhorst c. 1909

O Scharnhorst foi designado em 11 de março de 1909 para a Esquadra da Ásia Oriental, sendo substituído pelo Yorck como capitânia das forças de reconhecimento. Preparações foram realizadas para a viagem e o navio partiu em 1º de abril. A bordo estava o contra-almirante Friedrich von Ingenohl, que assumiria o comando da Esquadra Ásia Oriental assim que chegasse. Se encontrou em 29 de abril com o cruzador blindado SMS Fürst Bismarck, a capitânia da esquadra, em Colombo no Ceilão. O Scharnhorst assumiu a função de capitânia no local. A formação na época consistia nos cruzadores rápidos SMS Leipzig e SMS Arcona, mais várias canhoneiras e barcos torpedeiros. Fez um cruzeiro pelo Mar Amarelo entre julho e agosto, passando por vários portos na área. Passou as festividades de natal e ano novo entre dezembro e início de janeiro de 1910 em Hong Kong na companhia do Leipzig e da canhoneira SMS Luchs.
Os três navios fizeram uma viagem por portos do Sudeste Asiático em janeiro, incluindo Bancoque no Sião e Manila nas Filipinas, mais paradas na Sumatra e Bornéu do Norte. O Scharnhorst e o Leipzig voltaram em 22 de março para o porto alemão de Tsingtao, na China. Neste meio-tempo o Arcona deixou a Esquadra da Ásia Oriental em fevereiro, com seu substituto o cruzador rápido SMS Nürnberg chegando em 9 de abril. Ingenohl, nesta altura promovido a vice-almirante, partiu em 6 de junho e foi substituído pelo contra-almirante Erich Gühler. Este levou o Scharnhorst e Nürnberg a partir de 20 de junho em uma viagem pelas colônias alemãs no Oceano Pacífico. Paradas incluíram as Ilhas Marianas, Truk e Apia na Samoa. Neste última parada se encontraram com os cruzadores desprotegidos SMS Cormoran e SMS Condor. O cruzador rápido SMS Emden também chegou no local em 22 de julho com o objetivo de fortalecer a esquadra ainda mais.

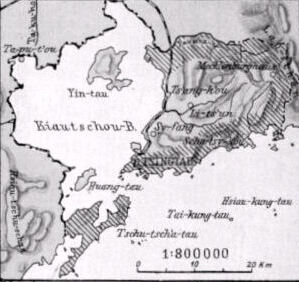
Mapa de 1912 da Península de Xantum, mostrando o Território Arrendado da Baía de Kiauchau

O Scharnhorst venceu em 1910 o Prêmio de Tiro entregue pelo Imperador por excelência em artilharia na Esquadra da Ásia Oriental. Ele e os outros navios da força fizeram uma viagem para Hong Kong e Nanquim na China em 25 de novembro, mas um surto de tifo infectou tripulantes enquanto estavam em Hong Kong. Gühler foi um daqueles que contraiu a doença e acabou morrendo dela em 21 de janeiro de 1911. Neste meio tempo, agitação civil começou em Ponape na Nova Guiné Alemã e necessitou da presença do Emden e Nürnberg. O Scharnhorst, por sua vez, foi para o Sudeste Asiático, visitando Saigon na Indochina Francesa, Singapura nos Estabelecimentos dos Estreitos e Batávia nas Índias Orientais Neerlandesas. Em seguida voltou para Qingdao em 1º de março, passando no caminho por Hong Kong e Amoy. O contra-almirante Günther von Krosigk estava esperando neste último para assumir o comando da esquadra. Esta foi reforçada duas semanas depois em 14 de março pela chegada do cruzador blindado SMS Gneisenau, o irmão do Scharnhorst.
O Scharnhorst fez um cruzeiro pelo Japão com Krosigk a bordo entre 30 de março e 12 de maio. Depois disso no início de julho foi para a região norte dos protetorados alemães da região; a tensões na Europa estavam altas nessa época por causa da Crise de Agadir. Krosigk tentou manter a situação calma na região e levou sua capitânia para uma viagem por portos do Mar Amarelo. O cruzador voltou para Qingdao em 15 de setembro e foi para uma doca seca a fim de passar por sua manutenção anual, com Krosigk temporariamente transferindo sua capitânia para o Gneisenau. A Revolução Xinhai começou na China em 10 de outubro, causando grande tensão entre os europeus, que se recordaram de ataques contra estrangeiros durante o Levante dos Boxers entre 1900 e 1901. A Esquadra da Ásia Oriental foi colocada em alerta para proteger os interesses alemães, enquanto tropas adicionais foram enviadas para proteger o consulado alemão. Não ocorreram ataques contra europeus e assim a Esquadra da Ásia Oriental não foi necessária.

#### Pré-guerra

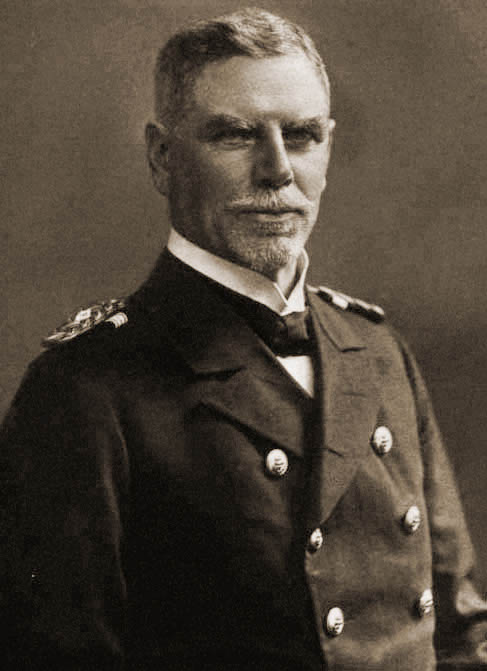
Maximilian von Spee, que assumiu o comando da Esquadra da Ásia Oriental em 1912 e utilizou o Scharnhorst como sua capitânia

O Scharnhorst voltou no final de novembro e retomou a função de capitânia. Viajou para Xangai via Tianjin e Yantai, chegando em 12 de dezembro. O cruzador fez viagens por portos da China entre 14 e 24 de janeiro de 1912, retornando para Qingdao em 3 de março, onde o resto da esquadra estava reunido. Os navios iniciaram em 13 de abril um cruzeiro pelo Japão, retornando para Qingdao em 13 de maio. O Scharnhorst fez outra viagem pelo Japão de 17 de julho a 4 de setembro e durante este período também visitou Vladivostok na Rússia e portos no Mar Amarelo.
O imperador Meiji do Japão morreu em 30 de julho. O príncipe Henrique, irmão de Guilherme II, foi para o funeral de Meiji e entronamento de seu sucessor Taishō a bordo do Leipzig, este escoltado pelo Scharnhorst. As embarcações permaneceram no Japão de 5 a 26 de setembro. Voltaram para Qingdao e Henrique fez uma inspeção de toda a esquadra. Krosigk foi substituído no comando da formação em 4 de dezembro pelo contra-almirante Maximilian von Spee. Este levou o Scharnhorst e o Gneisenau para uma viagem pelo sudoeste do Pacífico em 27 de dezembro, incluindo paradas em Amoy, Singapura e Batávia. Os dois cruzadores voltaram para Qingdao em 2 de março de 1913. O Scharnhorst foi com Spee para o Japão de 1º de abril a 7 de maio a fim de encontro com Taishō. Inicio em 22 de junho uma viagem pelas colônias alemãs do Pacífico. O navio parou nas Marianas, nas Ilhas do Almirantado, Ilhas Hermit, Rabaul na Nova Pomerânia e Friedrich-Wilhelmshafen na Nova Guiné Alemã.
O Scharnhorst estava em Rabaul em 21 de julho quando mais agitações começaram na China, forçando seu retorno nove dias depois para a rada de Wusong, próxima de Xangai. A situação se acalmou e assim os navios da Esquadra da Ásia Oriental puderam realizar a partir de 11 de novembro um curto cruzeiro para o Japão. As embarcações voltaram para Xangai em 29 de novembro, partindo pouco depois para outra viagem pelo Sudeste Asiático. Spee se encontrou com o rei Vajiravudh do Sião, também visitando a Sumatra, Bornéu do Norte e Manila. O cruzador voltou para Qingdao em 19 de março de 1914. Spee foi promovido a vice-almirante no início do ano e em maio o Scharnhorst visitou Porto Artur e depois Tianjin junto com o barco torpedeiro SMS S90. Spee foi para Pequim e se encontrou com Yuan Shikai, o primeiro Presidente da China. Ele voltou para o navio em 11 de maio e retornaram para Qingdao. Preparações começaram para um cruzeiro pela Nova Guiné Alemã e o Schanrhorst partiu em 20 de junho, deixando apenas o Emden em Qingdao.
O Gneisenau se encontrou com o Scharnhorst em Nagasaki no Japão. Seguiram para o sul, chegando em Truk no início de julho, onde reabasteceram seu estoque de carvão. No caminho foram informados do assassinato do arquiduque Francisco Fernando, o herdeiro do trono da Áustria-Hungria. A Esquadra da Ásia Oriental chegou em Ponape em 17 de julho. Spee ganhou acesso à rede de rádio alemã e ouviu no dia 28 sobre a declaração de guerra da Áustria-Hungria contra a Sérvia, enquanto dois dias depois a Rússia mobilizou suas forças contra a Áustria-Hungria e possivelmente contra a Alemanha. Notícias chegaram em 31 de julho que o ultimato alemão para os russos desmobilizarem suas forças iria expirar. Spee ordenou que seus navios fossem preparados para a guerra. Guilherme II ordenou em 2 de agosto uma mobilização contra a Rússia e a França.

### Primeira Guerra Mundial

#### Ações iniciais

Movimentações dos navios da Esquadra da Ásia Oriental

A Esquadra da Ásia Oriental consistia no Scharnhorst, Gneisenau, Emden, Nürnberg e Leipzig quando a Primeira Guerra Mundial começou. Nesta época, o Nürnberg estava no meio do Pacífico voltando da Costa Oeste dos Estados Unidos, onde o Leipzig tinha acabado de chegar, enquanto o Emden ainda estava em Qingdao. O Scharnhorst, Gneisenau, o navio de suprimentos SS Titania e o carvoeiro japonês SS Fukoku Maru ainda estavam em Ponape em 6 de agosto. Spee emitiu ordens convocando de volta seus cruzadores rápidos. O Nürnberg chegou no local no mesmo dia, com os navios seguindo então para a Ilha Pagã nas Ilhas Marianas do Norte, uma possessão alemã no Pacífico central. Eles partiram à noite sem o Fukoku Maru com o objetivo de impedir que os tripulantes japoneses entregassem seus movimentos.
Todos os carvoeiros, navios de suprimentos e transatlânticos alemães disponíveis receberam ordens de se encontrarem com a Esquadra da Ásia Oriental em Pagã, com o Emden se juntando a eles no dia 12. O cruzador auxiliar SS Prinz Eitel Friedrich se juntou a eles também. O comodoro Karl von Müller, o oficial comandante do Emden, persuadiu Spee no dia seguinte a destacar seu navio para atuar como corsário independente. Os quatro cruzadores, mais o Prinz Eitel Friedrich e vários carvoeiros, partiram rumo ao Chile em 15 de agosto. O Emden deixou a formação na manhã seguinte junto com um dos carvoeiros enquanto navegavam para Enewetak nas Ilhas Marshall. As embarcações restantes chegaram em Enewetak no dia 20 e reabasteceram no local.
Spee queria manter o alto comando naval informado e assim destacou o Nürnberg em 8 de novembro para o Havai a fim de enviar uma mensagem por meio de países neutros. O navio retornou com notícias de que os Aliados tinham capturado a Samoa Alemã em 29 de agosto. O Scharnhorst e Gneisenau foram para Apia investigar a situação. Spee esperava conseguir pegar um navio britânico ou australiano de surpresa, mas não encontrou embarcações no porto ao chegar em 14 de setembro. A Esquadra da Ásia Oriental chegou na colônia francesa de Papeete em 22 de setembro, afundando a canhoneira Zélée no resultante Bombardeio de Papeete. Os navios foram atacados por baterias costeiras francesas, mas não foram danificados. Temor de minas no porto impediram os alemães de entrarem no porto e tomarem o carvão, que os franceses incendiaram.
A esquadra chegou na Ilha de Páscoa em 12 de outubro. Se encontraram no local em 12 e 14 de outubro, respectivamente, com o cruzador rápido SMS Dresden e o Leipzig, que tinham viajado da América do Norte O Leipzig trouxe consigo três carvoeiros. As embarcações passaram uma semana na área e então partiram para o Chile. Os navios passaram pela ilha de Mas a Fuera na tarde do dia 26 e continuaram seguindo para o leste, chegando em Valparaíso em 30 de outubro. Spee descobriu dois dias depois por meio do Prinz Eitel Friedrich que o cruzador rápido britânico HMS Glasgow estava ancorado em Coronel, assim seguiu para o local com o objetivo de tentar pegá-lo sozinho.

#### Batalha de Coronel

Mapa da Batalha de Coronel

Os britânicos tinham poucos recursos para enfrentar os alemães no litoral da América do Sul. O contra-almirante sir Christopher Cradock tinha sob seu comando os cruzadores blindados HMS Good Hope e HMS Monmouth, o Glasgow e o transatlântico convertido em navio mercante armado HMS Otranto. A flotilha também estava reforçada pelo antigo couraçado pré-dreadnought HMS Canopus e o cruzador blindado HMS Defence. Entretanto, este último só conseguiu chegar na região depois da batalha. Cradock deixou o Canopus para trás, provavelmente por achar que sua baixa velocidade máxima o impediria de trazer os navios alemães para a batalha.
A Esquadra da Ásia Oriental aproximou-se de Coronel na tarde de 1º de novembro. Spee foi surpreendido ao encontrar não apenas o Glasgow, mas também o Good Hope, Monmouth e Otranto. O Canopus estava a aproximadamente trezentas milhas náuticas (560 quilômetros) atrás com os carvoeiros britânicos. O Glasgow avistou os alemães às 16h17min e Cradock formou uma linha de batalha com o Good Hope na vanguarda, seguido pelo Monmouth, Glasgow e Otranto. Spee decidiu não abrir fogo imediatamente e esperar até que o sol tivesse se posto mais, momento em que os britânicos estariam com suas silhuetas destacadas pelo sol e seus próprios navios obscurecidos contra o litoral atrás. Cradock percebeu a inutilidade do Otranto na linha de batalha e o destacou.
A distância entre as duas esquadras tinha diminuído para aproximadamente 13,5 quilômetros às 18h07min e trinta minutos depois Spee finalmente ordenou que seus navios abrissem fogo, cada um mirando no seu oposto na linha britânica. O Schanrhorst desta forma atacou a capitânia Good Hope e a acertou na sua terceira salva, acertando um projétil entre sua torre de artilharia de vante e torre de comando, iniciando um grande incêndio. Os artilheiros alemães começaram a atirar rapidamente assim que determinaram a distância, com uma salva de projéteis altamente explosivos a cada quinze segundos. O tenente de mar Knoop, o oficial de observação a bordo do Schanrhorst, relatou que "Acertos contínuos podiam ser observados ... a meia-nau do Good Hope foi acertada repetidamente, resultando em muitos incêndios ... o interior desta parte do navio estava em chamas, que podiam ser observadas por meio das portinholas, brilhando muito".
Neste meio tempo, o Glasgow começou a disparar contra o Schanrhorst e Gneisenau porque não podia mais enfrentar os cruzadores rápidos alemães. Um projétil de 152 milímetros acertou o Schanrhorst no castelo de proa, mas não detonou. O Monmouth foi seriamente danificado pelo Gneisenau e saiu da linha às 18h50min, com este então se juntando ao Schanrhorst contra o Good Hope. O Nürnberg então aproximou-se do Monmouth até queima-roupa e disparou vários projéteis. O Good Hope parou de atirar às 19h23min depois de duas grandes explosões, com os artilheiros alemães cessando fogo pouco depois. O navio britânico afundou na escuridão. Spee ordenou que seus cruzadores rápidos se aproximassem dos oponentes danificados e os afundassem com torpedos enquanto o Scharnhorst e o Gneisenau seguiram para o sul a fim de saírem do caminho.
O Glasgow foi forçado a abandonar o Monmouth depois das 19h20min quando os cruzadores rápidos alemães aproximaram-se, fugindo para o sul e se encontrando com o Canopus. Uma chuva impediu que os alemães encontrassem o Monmouth, mas este acabou emborcando e afundando às 20h18min. Mais de 1,6 mil marinheiros britânicos morreram nos naufrágios dos dois cruzadores blindados, incluindo Cradock. As baixas alemãs foram mínimas. Entretanto, eles gastaram mais de quarenta por cento de seus estoques de munição. O Scharnhorst foi atingido duas vezes na batalha, mas em ambos os casos os projéteis não detonaram. O segundo acerto atravessou sua terceira chaminé, mas o navio foi atingido por estilhaços que danificaram sua antena de telegrafia sem fio. Não sofreu baixas e os únicos feridos alemães foram dois tripulantes do Gneisenau.

#### Viagem às Malvinas

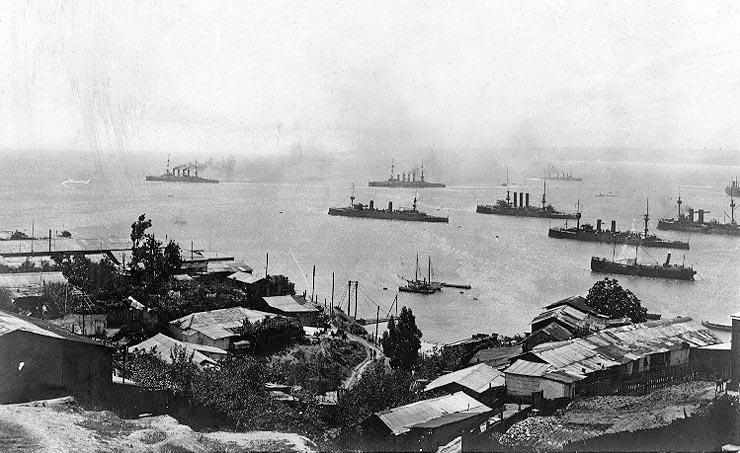
A Esquadra da Ásia Oriental em Valparaíso em 3 de novembro, com o Scharnhorst, Gneisenau e Nürnberg em cima, enquanto embaixo estão alguns navios da Armada do Chile

Spee reuniu seus navios ao norte de Valparaíso. Apenas três embarcações podiam entrar no porto por vez porque o Chile era um país neutro na guerra. O Scharnhorst, Gneisenau e Nürnberg foram os primeiros na manhã de 3 de novembro, enquanto o Dresden, Leipzig e os carvoeiros ficaram em Mas a Fuera. As embarcações reabasteceram carvão em Valparaíso enquanto Spee conversou com o Estado-Maior do Almirantado Imperial Alemão a fim de terminar a força dos navios britânicos restantes na região. Eles permaneceram no porto por apenas 24 horas, seguindo as regras de neutralidade, chegando em Mas a Fuera no dia 6, onde embarcaram mais carvão de navios britânicos e franceses capturados. O Dresden e o Leipzig foram destacados para irem a Valparaíso em 10 de novembro, com o resto da esquadra seguindo cinco dias depois para o Golfo de Penas. O Dresden e o Leipzig reencontraram os outros navios em 18 de novembro no meio do caminho e todos chegaram no Golfo de Penas três dias depois. Abasteceram mais carvão no local, pois a planejada viagem ao redor do Cabo Horn seria longa e ainda não estava certo quando poderiam ter outra oportunidade de reabastecerem.
A Marinha Real Britânica, assim que as notícias da derrota na Batalha de Coronel chegaram em Londres, organizou uma força com o objetivo de caçar e destruir a Esquadra da Ásia Oriental. Os poderosos cruzadores de batalha HMS Invincible e HMS Inflexible foram destacados da Grande Frota e colocados sob o comando do vice-almirante sir Doveton Sturdee. Os dois deixaram Devonport em 10 de novembro e seguiram para as Ilhas Malvinas, onde se juntaram aos cruzadores blindados HMS Carnarvon, HMS Kent e HMS Cornwall, ao cruzadores rápidos Glasgow e HMS Bristol e ao cruzador mercante armado HMS Macedonia. Os oito navios chegaram nas Malvinas em 7 de dezembro e reabasteceram imediatamente.
Os alemães deixaram o Golfo de Penas em 26 de novembro e deram a volta no Cabo Horn em 2 de dezembro. Capturaram a barca canadense Drummuir, que estava com 2,5 mil toneladas de carvão de boa qualidade. No dia seguinte se aproximaram da Ilha Picton e os alemães transferiram o carvão do Drummuir para seus carvoeiros. Spee fez uma reunião a bordo do Scharnhorst na manhã de 6 de dezembro com os capitães de seus navios com o objetivo de determinar o que fazer a seguir. Tinham recebido vários relatos fragmentados e contraditórios sobre reforços britânicos na região. Spee e mais dois capitães eram a favor de atacar as Malvinas, enquanto os outros três argumentaram que era melhor ignorar as ilhas e atacar navios mercantes britânicos próximos da Argentina. A opinião de Spee pesou mais e a esquadra partiu para as Malvinas ao meio-dia.

#### Batalha das Malvinas

Mapa da Batalha das Malvinas

O Gneisenau e o Nürnberg foram destacados para o ataque, aproximando-se das Malvinas na manhã de 8 de dezembro para destruir uma estação de transmissão. Observadores no Gneisenau avistaram fumaça em Porto Stanley, mas acharam que os britânicos estavam queimando seus estoques de carvão para que não fossem tomados. Ao se aproximarem mais começaram a ser alvejados por projéteis de 305 milímetros do Canopus, que fora encalhado como navio de guarda, o que fez Spee abortar o ataque. Os alemães entraram em formação às 10h45min e prosseguiram rumo sudoeste a 22 nós (41 quilômetros por hora). O Scharnhorst estava no centro, com o Gneisenau e Nürnberg à vante e o Dresden e Leipzig à ré. Os cruzadores de batalha rapidamente partiram em perseguição.
Os britânicos alcançaram os alemães às 13h20min e começaram a atirar a uma distância de aproximadamente catorze quilômetros. Spee percebeu que seus cruzadores blindados não conseguiriam escapar dos muito mais rápidos cruzadores de batalha, assim ordenou que os três cruzadores rápidos tentassem fugir enquanto o Scharnhorst e Gneisenau viravam para enfrentarem o Invincible e Inflexible. Enquanto isso, Sturdee destacou seus cruzadores para perseguir os cruzadores rápidos alemães. O Invincible atacou o Scharnhorst enquanto o Inflexible atacou o Gneisenau, com Spee similarmente ordenando que seus navios atacassem seus opostos. Os alemães tinham assumido a posição de sotavento, assim o vento manteve os cruzadores livre de fumaça, o que melhorou a visibilidade para os artilheiros. Isto forçou os britânicos para o barlavento e consequentemente uma visibilidade pior. O Scharnhorst quase acertou o Invincible com sua terceira salva e rapidamente acertou o cruzador de batalha duas vezes. O navio alemão não foi atingido durante esta fase da batalha.
Sturdee tentou aumentar a distância ao virar dois graus para o norte a fim de impedir que os alemães se aproximassem para o alcance de seus vários canhões secundários. Spee rapidamente virou para o sul, o que forçou os britânicos a também virarem para o sul com o objetivo de manterem as armas principais no alcance. Isto permitiu que o Scharnhorst e Gneisenau virassem de novo para o norte e se aproximassem o suficiente para seus canhões de 149 milímetros. Seus disparos foram tão precisos que forçaram os britânicos a se afastarem de novo. A artilharia britânica ficou mais precisa quando o combate foi retomado, com o Scharnhorst sendo atingido várias vezes e vários incêndios começando. Sua cadência de tiro começou a vacilar, porém continuou a acertar o Invincible. Os britânicos fizeram uma virada para bombordo a fim de assumirem uma posição a sotavento, mas os alemães também viraram a fim de manterem a posição favorável. Entretanto, isto inverteu a ordem dos dois navios e assim o Scharnhorst passou a atacar o Inflexible.

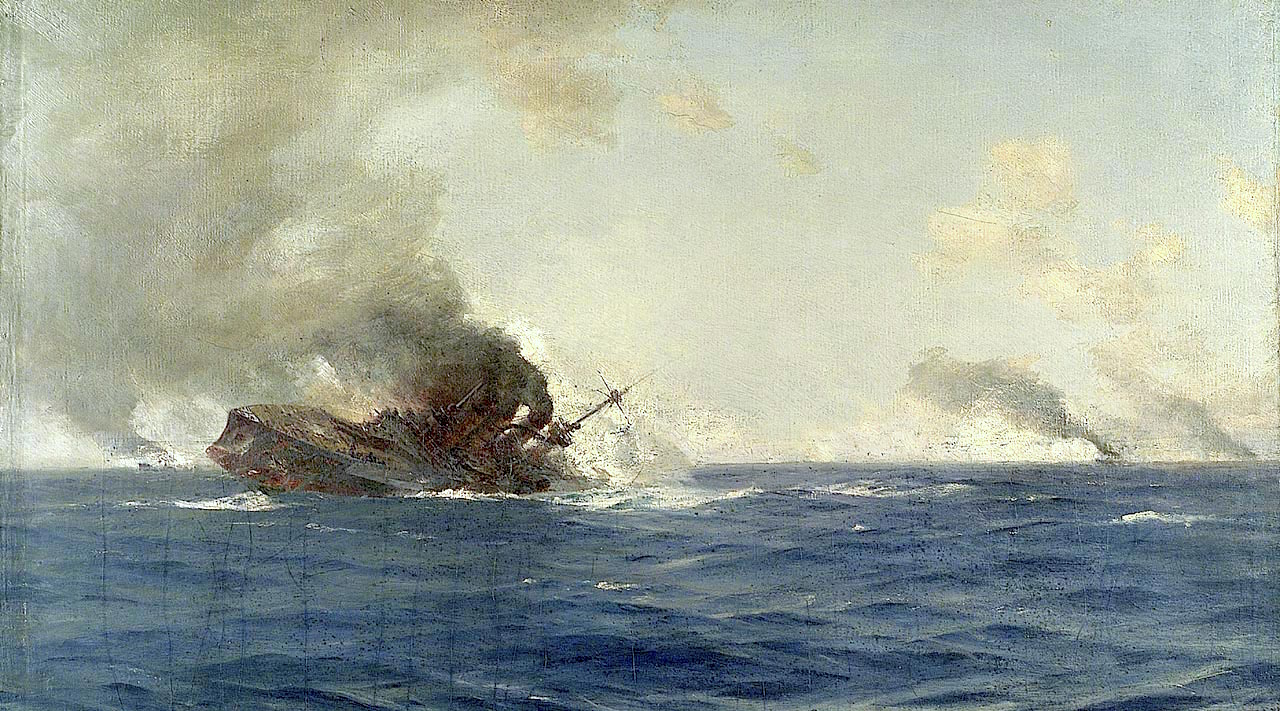
Pintura de Thomas J. Somerscales em 1915 do naufrágio do Scharnhorst

O Scharnhorst nesta altura estava com um adernamento para bombordo e por volta de um metro mais baixo na água. Sua terceira chaminé tinha sido destruída. O Gneisenau ficou brevemente obscurecido por fumaça e assim os dois cruzadores de batalha atacaram o Scharnhorst. Spee ordenou às 16h00min que o Gneisenau tentasse escapar enquanto ele próprio viraria e tentaria lançar torpedos. O adernamento tinha aumentado significativamente nesta altura e o navio estava com a proa bem baixa, tendo apenas dois metros de borda livre. O Scharnhorst emborcou e afundou às 16h17min. Os britânicos voltaram sua atenção para o Gneisenau e assim não tentaram resgatar sobreviventes. Todos os 860 tripulantes morreram, incluindo Spee. O Gneisenau, Leipzig e Nürnberg também foram afundados. O Dresden foi o único que conseguiu escapar, mas foi rastreado até Más a Tierra e afundado também. A completa destruição da Esquadra da Ásia Oriental matou aproximadamente 2,2 mil marinheiros alemães, incluindo os dois filhos de Spee.
Um navio encontrou em meados de 1915 o corpo de um marinheiro alemão flutuando próximo do litoral do Brasil. Amarrado consigo estava com um cartucho de projétil de 210 milímetros, dentro da qual estava uma das bandeiras imperiais de guerra hasteadas pelo Scharnhorst. O corpo foi enterrado no Brasil e a bandeira posteriormente devolvida para a Alemanha, onde foi colocada em exibição no Museu de Ciências Marítimas em Berlim, porém ela acabou sendo perdida durante a Segunda Guerra Mundial. A Kriegsmarine, sucessora da Marinha Imperial Alemã, construiu um novo couraçado em meados década de 1930 e o nomeou de Scharnhorst, com seu lançamento em outubro de 1936 tendo sido testemunhado pela viúva do capitão de mar Felix Schultz, o oficial comandante do cruzador Scharnhorst. Os destroços do navio foram encontrados em dezembro de 2019 a 98 milhas náuticas (181 quilômetros) ao sudoeste de Porto Stanley, estando a 1 610 metros de profundidade.